# Rhynchopsilopa frontalis
Rhynchopsilopa frontalis är en tvåvingeart som beskrevs av Wirth 1968. Rhynchopsilopa frontalis ingår i släktet Rhynchopsilopa och familjen vattenflugor.
Artens utbredningsområde är Nepal. Inga underarter finns listade i Catalogue of Life.